# Oroscopa taenaria
Oroscopa taenaria là một loài bướm đêm trong họ Erebidae.